# امپاندا
امپاندا (به لاتین: Mpanda) یک شهر در تانزانیا است که در منطقه کاتاوی واقع شده‌است. امپاندا  ۴۵٬۹۷۷ نفر جمعیت دارد.